# Ptycholaimellus adocius
Ptycholaimellus adocius is een rondwormensoort uit de familie van de Chromadoridae. De wetenschappelijke naam van de soort is voor het eerst geldig gepubliceerd in 1984 door Dashchenko & Belogurov.